# Automotrice FS ALn 64
L'automotrice ALn 64 serie 1000 era una automotrice a motore termico alimentato a gasolio costruita specificamente per il servizio sulla Ferrovia Paola-Cosenza delle Ferrovie dello Stato.

## Storia
Le sei automotrici del gruppo ALn 64, immatricolate dalle F.S. con i numeri da 1001 a 1006, rappresentano l'ultimo lavoro progettuale di un rotabile specializzato a completa aderenza per linee acclivi a cremagliera. Infatti la linea ferroviaria Paola-Cosenza fu l'ultima ferrovia a cremagliera a scartamento ordinario esercita dalle Ferrovie dello Stato. 
Nei primi anni del dopoguerra la ripresa economica e l'aumentata esigenza di mobilità rendevano indispensabile l'incremento dell'offerta di servizi ferroviari sulla linea trasversale che collegava la città di Cosenza alla Tirrenica inferiore in corrispondenza della stazione di Paola. Non essendo pensabile ordinare ulteriori serie di littorine ALn 56 della serie 1900 a completa aderenza perché ormai tecnicamente obsolete, l'Ufficio Materiali e Trazione delle Ferrovie dello Stato approntò in collaborazione con la FIAT – Sezione Materiale Ferroviario il progetto di un nuovo rotabile più confortevole e prestante. 
La piccola serie venne immessa in servizio nel 1955 riscuotendo fin dall'inizio il gradimento dell'utenza, ma si rivelò insufficiente per le necessità, cosicché si dovette utilizzare regolarmente la doppia trazione mediante accoppiamento con asta rigida con le vecchie ALn 56. La mancanza dell'intercomunicazione tra le due automotrici provocò spesso disagi ai viaggiatori in partenza che, non trovando posto sulla più moderna ALn 64, erano costretti a scendere per cambiare vettura.
Le ALn 64 continuarono il loro servizio fino alla chiusura della linea a cremagliera, avvenuta nel 1987. Svolsero quindi un limitato servizio pendolare per studenti, previo smontaggio della ruota dentata di ciascun carrello, sulla breve tratta tirrenica tra Paola e Fuscaldo prima di essere definitivamente accantonate.
Di questo gruppo non sopravvive alcuna unità, essendo state tutte demolite. Per molti anni le automotrici rimasero accantonate nella stazione di Cosenza e per una di esse era stato previsto un possibile utilizzo per treni turistici da effettuare sulla ormai chiusa linea a cremagliera. In effetti negli anni 1991 e 1992 furono effettuati alcuni treni turistici da Cosenza a San Fili (unico tratto della linea percorribile) trainati dalla locomotiva a vapore a cremagliera 981.005. Quelle positive esperienze però non furono più ripetute e tutta la realtà della vecchia linea cadde in abbandono, comprese le ALn64, fino alla definitiva radiazione e conseguente demolizione di tutto il gruppo. L'intero gruppo ALn 64.1001-1006 fu avviato alla demolizione il 15 gennaio 2002 con un convoglio diretto alla ditta Bilfinger di Bari; la demolizione fu completata nei primi mesi dello stesso anno.

## Tecnica
Le automotrici ALn 64 rappresentano la naturale evoluzione delle automotrici RALn 60, costruite per la modernizzazione del servizio viaggiatori sulle linee siciliane a scartamento ridotto delle Ferrovie dello Stato fin dal gennaio del 1950 e rivelatesi di grande affidabilità. Montavano infatti lo stesso tipo di motore diesel a iniezione diretta, il 700 Fiat, appositamente studiato per la trazione ferroviaria, a sei cilindri orizzontali con cilindrata di 20.150 cm3 capace di erogare 185 cavalli a 1500 giri al minuto. La struttura del motore, sospeso alla cassa, e la sua ottima accessibilità per la manutenzione rappresentavano un salto di qualità rispetto alla tecnica obsoleta del motore anteriore sul carrello delle vecchie littorine. La trasmissione del moto alle ruote avveniva per mezzo di un gruppo solidale al motore, costituito da un giunto idraulico e dalla frizione, di un corto albero di trasmissione e del cambio meccanico Fiat a 5 marce sincronizzato con comando pneumatico. Questo comprendeva anche un riduttore epicicloidale, da inserire a macchina ferma, che aveva lo scopo di consentire lo spostamento del rotabile anche nelle forti acclività in caso di guasto ad un motore. I radiatori erano posti lateralmente ai motori. Molte di queste soluzioni diverranno uno standard per tutte le successive serie di automotrici delle F.S.
L'impianto frenante era particolarmente complesso, data la peculiarità del servizio sulla cremagliera, ed era composto da: un freno continuo moderabile Breda, un freno Westinghouse, un freno di sicurezza agente sulla ruota dentata per assicurare l'immobilità nei tratti a cremagliera, un freno motore che agiva parzializzando la fuoruscita dei condotti di scarico ed escludendo l'iniezione dei motori nei tratti in discesa, ed infine un freno a mano per ogni carrello. Una particolarità dell'impianto frenante era la messa in parallelo dei serbatoi dell'aria compressa delle unità accoppiate sincronizzandone i compressori.